# Martin MB-1
Martin MB-1, powstały w 1918 pierwszy samolot bombowy zaprojektowany w Stanach Zjednoczonych  na zamówienie Korpusu Powietrznego Armii Amerykańskiej (USAAC), był to także jeden z pierwszych projektów firmy Martin która została założona w 1917 przez Glenna L. Martina po jego odejściu z firmy Wright-Martin.
Początkowo w 1918 zamówiono 6 egzemplarzy nowego samolotu, następnie w październiku zamówienie powiększono do 50 sztuk ale ostatecznie w styczniu 1919 zamówienie zmniejszono do 10 sztuk. Pierwszy MB-1 wzbił się w powietrze 17 sierpnia 1918, dziesięć zamówionych samolotów zostało dostarczone do USAAC do lutego 1920, otrzymały one oznaczenie GMB (Glenn Martin Bomber). MB-1 miał dobre osiągi jak na ówczesne czasy jednak wszedł zbyt późno do służby aby został użyty bojowo w czasie I wojny światowej. W okresie międzywojennym używane były jako samoloty obserwacyjne i transportowe - pierwsze cztery egzemplarze samolotu zostały zbudowane jako samoloty obserwacyjne, następne trzy jako bombowce. Ósmy MB-1 został zbudowany w wersji "dalekiego zasięgu", otrzymał oznaczenie GMT ("Glenn Martin Transcontinental"), a jego zasięg wynosił 1500 mil. Dziewiąty egzemplarz otrzymał oznaczenie GMC ("Glenn Martin Cannon") i został uzbrojony w armatę 37 mm. Ostatni egzemplarz oznaczony początkowo GMP ('"Glenn Martin Passenger"), a później T-1 to pasażerska wersja tego samolotu z całkowicie osłoniętym kokpitem, bez wyposażenia wojskowego i z podniesionym grzbietem kadłuba gdzie mieściła się kabina pasażerska. Sześć MB-1 używanych też było przez krótki okres przez amerykańską pocztę (US Postal Service).
Martin MB-1 był dwupłatowym samolotem o konstrukcji drewnianej krytej płótnem napędzanym dwoma silnikami Liberty 12A o mocy 400 KM każdy, zawieszonymi pomiędzy skrzydłami. Załoga składała się z pilota, bombardiera i strzelca tylnego. Uzbrojenie obronne to pięć karabinów maszynowych 7,62 mm - jeden podwójnie sprzężony w stanowisku bombardiera na przodzie samolotu, jeden podwójnie sprzężony w tylnym stanowisku na grzbiecie samolotu i jeden pojedynczy strzelający w dół, umieszczony pod stanowiskiem tylnego strzelca.  Maksymalny ładunek bomb lotniczych wynosił 1040 funtów (471 kg).